# Yenga (Serra Leoa)
Yenga é uma aldeia em Kissi Teng (chefia), Kailahun (distrito) na Província do Leste de Serra Leoa. A aldeia está na fronteira internacional entre Serra Leoa e Guiné. Yenga está localizada em uma colina acima do lado sul da confluência do rio Mafissia e o rio Makona (rio Moa), onde esse rio forma a fronteira entre os dois países. A área é habitada pelos quissis. Em julho de 2012 Serra Leoa e Guiné declarou a desmilitarização da área de Yenga.

## História
Antes do final de 1990 Yenga foi uma pequena vila de pescadores. No entanto, após a ocupação pela Frente Revolucionária Unida(RUF), diamantes aluviais foram descobertos no rio Makona, mineração e agricultura têm substituído a pesca como principal atividade econômica.
Em 2001, durante a Guerra Civil de Serra Leoa, a República da Guiné enviou tropas para Yenga para ajudar o exército de Serra Leoa suprimir o RUF rebelde.  Depois que os rebeldes foram anulados, os soldados guineenses permaneceram em Yenga. Antes da guerra civil Yenga foi administrada pelo Kailahun (distrito) de Serra Leoa. Em 2002, Serra Leoa e Guiné assinaram um acordo que Yenga seria devolvida para Serra Leoa, tão logo a fronteira da Guiné pudesse ser assegurada. Em 2005, Serra Leoa e Guiné assinaram um acordo que Yenga pertencia a Serra Leoa.  Os dois chefes de Estado resolveram essa disputa em 2013